# Butterwick (Barton-le-Street)
Butterwick – wieś w Anglii, w North Yorkshire. Leży nad rzeką Rye, 8,1 km od miasta Malton, 28,8 km od miasta York i 302,4 km od Londynu. W 1961 roku civil parish liczyła 41 mieszkańców. Butterwick jest wspomniana w Domesday Book (1086).